# Đặng Phụng
Đặng Phụng (chữ Hán: 邓奉, ? – 27), người huyện Tân Dã, quận Nam Dương , thủ lĩnh quân phiệt đầu đời Đông Hán.

## Thân thế
Họ Đặng ở Tân Dã là đại tộc giàu có. Chú của Phụng là Đặng Thần, lấy chị gái thứ hai của Quang Vũ đế Lưu Tú.

## Theo Lưu Tú
Tháng 9 (ÂL) năm 23, Phụng khởi binh ở quê nhà, chiếm cứ huyện Dục Dương. Trong tháng này, Lưu Tú lên đường đi Hà Bắc, sai anh vợ Âm Thức đưa Âm Lệ Hoa về quê nhà Nam Dương. Vì hai nhà Lưu – Đặng có quan hệ thông gia, nên Phụng nhận lời che chở cho anh em Âm Thức.
Năm 25, Quang Vũ đế sai Thị trung Phó Tuấn đón Âm Lệ Hoa trở lại, Phụng cũng đưa bộ khúc theo về, nhờ công dần được thăng đến Phá lỗ tướng quân.

## Tự lập
Tháng 8 (ÂL) năm 26, tướng Hán là bọn Ngô Hán, Kiên Đàm, Vạn Tu đưa hơn 10 vạn quân đánh dẹp các lực lượng cát cứ tại quận Nam Dương. Ngô Hán liên tiếp giành thắng lợi, đồng thời buông thả bộ hạ tàn hại nhân dân.
Bấy giờ, Phụng quay về Nam Dương thăm thân nhân, cả giận, lãnh đạo nhân dân nổi dậy, đánh bại quân Hán, tái chiếm Dục Dương. Ngô Hán bị Phụng cướp sạch lương thực nên buộc phải lui quân, Vạn Tu bệnh mất trong quân, chỉ còn Kiên Đàm cố thủ Uyển Thành. Phụng thừa cơ đánh chiếm phần lớn quận Nam Dương, đồng thời liên kết với các lực lượng quân phiệt: Diên Sầm ở Hán Trung, Đổng Hân, Hứa Hàm ngay tại Nam Dương, Sở Lê vương Tần Phong,...
Tháng 11 (ÂL), quân Hán do Sầm Bành làm chủ tướng, nhanh chóng bức hàng Hứa Hàm, vây đánh Đổng Hân tại Đổ Hương. Phụng nghe tin, tự soái hơn vạn quân đến cứu, đôi bên giao chiến dưới thành. Quân đội của Phụng, Hân đều tinh binh, quân Hán tuy nhiều hơn những vẫn không dẹp nổi. Tướng Hán là Giả Phục bị đâm trọng thương, còn Chu Hỗ bị bắt sống. Vì Hỗ là cháu đàng ngoại của họ Lưu, nương nhờ từ bé tại nhà họ Lưu, thành ra cùng họ Đặng không xa lạ gì, nên Phụng đãi Hỗ theo lễ thượng tân. Đôi bên tiếp tục giằng co thêm vài tháng nữa.
Tháng 3 (ÂL) năm 27, Quang Vũ đế sau khi bức hàng nghĩa quân Xích Mi, thân chinh đến Nam Dương. Sĩ khí quân Hán lên cao, đánh cho liên quân Phụng – Hân đại bại; Hân đầu hàng, còn Phụng chạy về Dục Dương. Quân Hán truy kích, Phụng bỏ Dục Dương chạy về Tiểu Trường An tụ.
Tháng 4 (ÂL), do quân Hán đuổi mãi không tha, Phụng đành trần vai áo, nhờ Chu Hỗ đưa ông đến chỗ Quang Vũ đế xin hàng.
Quang Vũ đế nghĩ Phụng là cháu ruột của anh rể, lại có công bảo hộ Âm Lệ Hoa, thêm nữa ông làm loạn là do lỗi lầm của Ngô Hán, nên muốn tha chết, nhưng Sầm Bành, Cảnh Yểm cực lực phản đối. Vì vậy, Phụng bị đem ra xử tử.